# Aname barrema
Aname barrema là một loài nhện trong họ Nemesiidae.
Aname barrema được miêu tả năm 1985 bởi Raven.